# Alfredo González (strzelec)
Alfredo González Valero (ur. 23 lutego 1944) – kolumbijski strzelec, olimpijczyk, multimedalista imprez rangi kontynentalnej.

## Kariera
Specjalizował się w strzelaniach z pistoletu. Trzykrotnie uczestniczył w igrzyskach olimpijskich (IO 1976, IO 1984, IO 1988), startując wyłącznie w pistolecie szybkostrzelnym z 25 m. Najwyższe miejsce osiągnął podczas igrzysk w Seulu, gdzie uplasował się na 26. pozycji wśród 32 zawodników. Startował w zawodach Pucharu Świata – m.in. był na 8. pozycji w pistolecie szybkostrzelnym z 25 m w 1986 roku.
Multimedalista imprez rangi kontynentalnej. Na igrzyskach panamerykańskich osiągnął 5 medali, w tym 1 złoty, 1 srebrny i 3 brązowe. Wszystkie wywalczył w zawodach drużynowych, w tym 4 w pistolecie szybkostrzelnym z 25 m i 1 w pistolecie standardowym z 25 m. W pistolecie szybkostrzelnym z 25 m był m.in. 6. w 1975 roku i 8. w 1983 roku. Był również indywidualnym brązowym medalistą Mistrzostw Ameryki 1985 w pistolecie szybkostrzelnym z 25 m. Najwięcej miejsc na podium osiągnął jednak podczas igrzysk Ameryki Środkowej i Karaibów – w czasie tej imprezy wywalczył 10 medali, w tym 2 złote, 5 srebrnych i 3 brązowe. Tytuły mistrzowskie zdobył ponownie w pistolecie szybkostrzelnym z 25 m – w 1974 roku został indywidualnym medalistą, zaś w 1978 roku drużynowym.

## Wyniki

### Igrzyska olimpijskie
| Igrzyska         | Konkurencja                   | Wynik              | Miejsce | Źródło |
| ---------------- | ----------------------------- | ------------------ | ------- | ------ |
| Montreal 1976    | Pistolet szybkostrzelny, 25 m | 581 pkt. (285–296) | 33      | [ 6 ]  |
| Los Angeles 1984 | Pistolet szybkostrzelny, 25 m | 579 pkt. (284–295) | 29      | [ 7 ]  |
| Seul 1988        | Pistolet szybkostrzelny, 25 m | 585 pkt. (289–296) | 26      | [ 1 ]  |